# Det skandinaviske Litteraturselskab
Det skandinaviske Litteraturselskab var et selskab der blev stiftet i 1796 til fremme af skandinavisk fællesskab.
Selskabet opstod som følge af en gryende skandinavisme i Danmark, som blev først og fremmest anført af Jens Kragh Høst. Medstiftere var blandt andre Rasmus Nyerup. Selskabet omfattede mange af Danmarks bedste åndelige kræfter såsom for eksempel Jens Møller og tjente i høj grad til at fremme national stemning, men blev kun i stand til at vinde få svenske medarbejdere til sit Skandinavisk Museum (7 bind, 1798—1803) og til fortsættelsen Det skandinaviske Litteraturselskabs Skrifter (23 bind, 1805—32).